# Ligidium euboicum
Ligidium euboicum is een pissebed uit de familie Ligiidae. De wetenschappelijke naam van de soort is voor het eerst geldig gepubliceerd in 1975 door Matsakis.